# Ricardo Ribeiro
Ricardo Alexandre Paulo Ribeiro ComIH, mais conhecido como Ricardo Ribeiro (Lisboa, 19 de Agosto de 1981), é um fadista português. Com vários prémios alcançados e um reportório assente num repertório de fado tradicional (tendo como maior referência fadista Fernando Maurício) Ricardo Ribeiro é reconhecido no universo da World Music, quer pela colaboração com o libanês Rabih Abou-Khalil, quer pelos trabalhos em nome próprio.

## Biografia
Ricardo Alexandre Paulo Ribeiro nasceu em 19 de Agosto de 1981, em Lisboa. Foi criado no Bairro da Ajuda, tendo começado a cantar aos 9 anos de idade para os amigos.
Impulsionado por uma tia, a sua estreia aconteceu aos 12 anos, no Grupo Desportivo "A Académica da Ajuda", sendo acompanhado à guitarra por Carlos Gonçalves e à viola José Inácio, que se tornaria um dos seus mestres.
Participa na Grande Noite do Fado de 1996, em Lisboa, arrecadando o 2.º lugar. Vence esta iniciativa da Casa da Imprensa no ano seguinte e já em 1998 volta a vencer, agora na categoria de seniores masculinos.
Ao mesmo tempo que estuda no Colégio Diocesano Andrade Corvo, em Torres Novas, com 15 anos, passa a integrar o elenco do Restaurante Típico "Os Ferreiras", na freguesia da Pena, ao lado de nomes como Fernando Maurício (que considera seu mestre) e Adelino dos Santos, guitarrista de quem diz ter recebido muitos ensinamentos.
Passa mais tarde para o Bairro Alto, actuando no Restaurante Típico "Nô-Nô", O Faia ou Café Luso. Faz parte do elenco da Casa de Fado Marquês da Sé e aos sábados canta na Mesa de Frades, ambos em Alfama.
Em 2001 representa Portugal, a convite do Ministério da Cultura francês, num festival de culturas realizado na casa doada pela actriz Maria Casarès à localidade de Alloue, Charente, França.
Em 2004 participa com o tema "Rosas e Harpejo" na compilação Fado, a Canção de Lisboa: Para uma História do Fado editada tem setembro e incluída na colecção O Fado do Público.
Já em 6 de Outubro sai A Tribute To Amália Rodrigues, uma compilação de homenagem à fadista portuguesa, editada pela World Connection. Creditado apenas como"Ricardo", aperenta o tema escolhido "Quando se Gosta de Alguém", neste  lançamento em que participam também nomes do fado como Ana Moura, Argentina Santos, Cristina Branco ou Joana Amendoeira mas também doutras áreas como Vozes da Rádio, Dany Silva ou Raul Marques e os Amigos da Salsa.
O álbum Ricardo Ribeiro sai ainda em 2004 pela editora Companhia Nacional de Música. Este trabalho está marcado por composições do fado tradicional mas com quatro excepções trazidas por Jorge Fernando, Paco González e Manuel Mendes. Há ainda a notar as letras escritas para si de José Luís Gordo e Rui Manuel. Na produção estão as assinaturas de Jorge Fernando e Ricardo Ribeiro que é acompanhado neste álbum por Jorge Fernando (viola), José Manuel Neto (guitarra portuguesa) e Marino de Freitas (viola baixo). Deste trabalho a canção "A Lua e o Corpo" seria escolhida para integrar a compilação Álbum Vermelho do Fado (2006), editada pela CNM, e a compilação Fado Sempre! Ontem, Hoje e Amanhã comemorativa dos 150 anos de fado, editado pela Difference e iPlay e que reúne 80 fados interpretados por "nomes incontornáveis do panorama do fado". Nota ainda para o tema "Rezando Pedi por Ti" que viria a ser integrado na compilação Fado Presente: A Nova Geração do Fado (2008) com chancela da Farol Música.
Em 2005 Ricardo Ribeiro recebe o Prémio Amália, categoria Revelação Fadista, da Fundação Amália Rodrigues. Na secção feminina a distinguida seria Carminho. A Casa da Imprensa atribui-lhe, durante a Grande Noite do Fado de 2005, o Troféu Revelação.
Pisando outras artes, ainda em 2005, participa no filme "Rio Turvo" (2007) de Edgar Pêra onde interpreta um fado e uma canção de Fernando Girão. No teatro, canta na peça "Cabelo Branco É Saudade", do encenador Ricardo Pais, ao lado de Celeste Rodrigues, Argentina Santos e Alcindo de Carvalho, no Teatro Nacional de São João. O espectáculo passaria por outras importantes salas de espectáculo como a Cité de la musique de Paris, o Teatro de La Abadía de Madrid, a Casa de Ópera de Frankfurt (Opern und Schauspielhaus Frankfurt), o Teatro Mercadante de Nápoles ou a Casa da Música, no Porto.
Ainda em 2006 interpreta uma versão fadista do Hino Nacional de Portugal, em apoio da selecção nacional de futebol, participante no Campeonato Mundial de Futebol desse ano, realizado na Alemanha.
No ano seguinte Ricardo Ribeiro surge no filme documentário musical "Fados" (2007), de Carlos Saura. Ricardo Ribeiro participa numa cena final, onde se tenta "recriar a Tasca do Chico", ao Bairro Alto, cantando ao lado de Ana Sofia Varela, Carminho, Maria da Nazaré, Vicente da Câmara e Pedro Moutinho. Esta cena serviria de base para um espectáculo, Casa de Fados, com estes artistas (excepto Carminho que seria substituída por Tânia Oleiro), estreado em Novembro, no Centro Cultural de Belém (CCB), em Lisboa.
Na sequência dos concertos a Julho de 2007, no Teatro de São Luiz, em Lisboa e no Porto, no Teatro Nacional São João com o alaudista e compositor libanês Rabih Abou-Khalil, Ricardo é a voz do álbum Em Português do compositor e tocador de Oud, lançado em Maio de 2008 pela editora Enja Records. A letras originais são assinadas por Mário Rainho, Silva Tavares, José Luís Gordo, Tiago Torres da Silva, Rui Manuel e António Rocha. O disco foi eleito Top of the World Album atribuído pela revista inglesa Songlines.
Em 2009, Ricardo Ribeiro participa no álbum Em Cantado de Rão Kyao, cantando dois temas "O Meu Amor" e "Fado do Alentejo".
Em 2010 é editado o álbum "Porta do Coração", com selo EMI Music Portugal, produzido pelo Ricardo Ribeiro e pelos dois músicos que o acompanhavam na altura Pedro Castro (guitarra portuguesa) e Jaime Santos (viola). No disco participaram ainda de José Luís Nobre Costa (guitarra portuguesa) e, aos 90 anos, Joel Pina (viola baixo). Dominado mais uma vez pelos fados tradicionais, entre os 15 temas apresentados, com poemas autores como de Maria de Lourdes Carvalho, Saudade dos Santos, Álvaro Duarte Simões, Carlos Conde ou Jorge Rosa, encontra-se um tema, de Fernando Girão, que não se pode fado. O álbum, lançado em 19 de Abril,  teve como single de apresentação "Moreninha da Travessa", com o teledisco a contar com realização do cineasta João Botelho. O disco teve entrada directa para o quinto lugar do Top nacional de vendas, segundo a Associação Fonográfica Portuguesa (AFP).
Estreia em Setembro o filme "Filme do Desassossego" (2010), de João Botelho, que inclui participação musical de Ricardo Ribeiro.
Em 2011 Ricardo Ribeiro recebe o "Prémio de Melhor Intérprete" atribuído pela Fundação Amália Rodrigues.
Estreia em Junho o documentário "O Rei Sem Coroa" (2011), de Diogo Varela Silva, sobre a vida e obra de Fernando Maurício, que inclui participação de Ricardo Ribeiro.
Em 2012 Ricardo Ribeiro colabora no disco Rui Veloso E Amigos, num dueto em "Nunca Me Esqueci De Ti" com Rui Veloso.
Em 2013 chega o disco Largo da Memória tendo como tema de apresentação "Destino Marcado". Editado em 14 de Outubro, este trabalho conta com a participação do músico libanês Rabih Abou-Khalil e dos guitarristas Joel Pina, Ricardo Rocha, Pedro Caldeira Cabral e Pedro Jóia. Entre as assinaturas dos poemas encontramos nomes como Pedro Homem de Melo, David Mourão-Ferreira, Maria do Rosário Pedreira ou Hasan Ibn Al-Missîsi. Com este álbum editado pela Parlaphone, Ricardo Ribeiro foi um dos quatro finalistas, na categoria de "Melhor Artista" da edição de 2015 dos prémios musicais da revista britânica Songlines. Na compilação que assinala estes prémios, Songlines Music Awards 2015 (2015), podemos encontrar o tema "Entrega".
Ainda em 2013 colabora em dueto no tema "Pontas Soltas" do disco "Fado É Amor" de Carlos do Carmo.
A 27 de Janeiro de 2015, Ricardo Ribeiro foi feito Comendador da Ordem do Infante D. Henrique.
Em julho de 2015 é editada a compilação Amália – As Vozes do Fado, um homenagem a Amália Rodrigues idealizada pelo realizador luso-francês Ruben Alves, em que Ricardo Ribeiro canta em "Grito" e "Maria La Portuguesa", em também participa o espanhol Javier Limón.
O álbum Hoje é Assim, Amanhã Não Sei é editado em 1 de Abril de 2016. Este trabalho, que foi apresentado na noite anterior na estreia do fadista, em nome próprio, no lisboeta Coliseu dos Recreios, conta com o acompanhamento de José Manuel Neto (guitarra portuguesa), Carlos Manuel Proença (viola) e Daniel Pinto (viola baixo), e ainda com convidados como o pianista João Paulo Esteves da Silva, o acordeonista Ricardo Dias, o trompetista Diogo Duque ou os guitarristas clássicos Artur Caldeira e Daniel Paredes. Entre as surpresas deste álbum podemos encontrar, ao lado de temas de fado tradicional, uma letra de Bernardim Ribeiro (1482-1552), um tema em francês de Paul Verlaine ou outro em castelhano de Luís Demétrio. Nota ainda para a participação do Grupo Coral Ganhões de Castro Verde num tema assinado por Paulo de Carvalho. Como single de apresentação surge "Nos Dias de Hoje", com letra e música de Tozé Brito.
Hoje é Assim, Amanhã Não Sei, produzido por Carlos Manuel Proença, voltaria colocar Ricardo Ribeiro nos nomeados, na categoria de "Melhor Artista", para os prémios musicais da revista britânica Songlines de 2017 e a merecer ser galardoado com o Prémio Carlos Paredes (2017), da Câmara Municipal de Vila Franca de Xira, ex aequo com o Projeto Michel Giacometti do Quarteto ARTEMSAX & Lino Guerreiro.

## Discografia

### Álbuns de estúdio
- No Reino do Fado (1998, CD, Metro-Som)[carece de fontes?]
- Ricardo Ribeiro (2004, CD, Companhia Nacional de Música)[11][12]
- Porta do Coração (2010, CD, EMI)[50]
- Largo da Memória (2013, CD, Parlophone)[40][41]
- Hoje É Assim, Amanhã Não Sei (2016, CD, Warner Music)[47]

### Participações

#### Álbuns de estúdio
- Em Português de Rabih Abou-Khalil  (2008, CD, Enja Records)[30][28][29]
- Em Cantado de Rão Kyao (2009, CD, Universal Music Portugal) nos temas "O Meu Amor" e "Fado do Alentejo"[31]
- Rui Veloso E Amigos de Rui Veloso  (2012, CD, EMI Musica) dueto em "Nunca Me Esqueci De Ti" [38]
- Fado É Amor de Carlos do Carmo (2013, CD, Universal Music Portugal) dueto em "Pontas Soltas"[44][43]

#### Bandas sonoras
- Fados  (2007, CD, EMI/Capitol Records) no tema "Casa de Fados".[51][52]

#### Compilações
- Fado, a Canção de Lisboa: Para uma História do Fado  (2004, CD, EMI-Valentim de Carvalho / Corda Seca / Público) com o tema "Rosas e Harpejo".[6][7]
- A Tribute To Amália Rodrigues  (2004, CD, NL, World Connection) com o tema "Quando se Gosta de Alguém".[10][8]
- Álbum Vermelho do Fado  (2006, 2xCD, Companhia Nacional de Música) com o tema "A Lua e o Corpo".[13][14]
- Fado Sempre! Ontem, Hoje e Amanhã  (2008, 4xCD, Difference e iPlay) com o tema "A Lua e o Corpo".[15][16]
- Fado Presente: A Nova Geração do Fado  (2008, CD, Farol Música) com o tema "Rezando Pedi por Ti".[17]
- Amália – As Vozes do Fado  (2015, CD, Universal Music France) com os temas "Grito" e "Maria La Portuguesa"[46]
- Songlines Music Awards 2015  (2015, CD, UK, Songlines) com o tema "Entrega"[42]